# تبادل الأسرى الإسرائيليين بالأسرى الفلسطينيين 2023
خلال الحرب الفلسطينية الإسرائيلية 2023، تم إجراء سلسلة من التبادلات بين إسرائيل وحماس لتبادل رهائن الحرب الفلسطينية الإسرائيلية بالأسرى الفلسطينيين. توسطت في المفاوضات قطر ومصر والولايات المتحدة، وكانت جزءًا من اتفاقية وقف إطلاق النار في غزة 2023. في إسرائيل، سُميت الصفقة بـ "عملية باب السماء" (بالعبرية: דלתות שמיים ) وكان البرنامج الفرعي لإعادة تأهيل المواطنين الأجانب يسمى بـ"عملية "اليد الصديقة" (بالعبرية:יד אחות ).
أطلقت إسرائيل سراح 240 أسيراً فلسطينياً، 107 منهم أطفال، وثلاثة أرباعهم لم تتم إدانتهم بارتكاب جريمة. وفي المقابل، أطلقت حماس سراح 105 مدنيين، من بينهم 81 شخصًا من إسرائيل و23 تايلانديًا وفلبينيًا واحدًا.

## خلفية
هناك تاريخ من عمليات تبادل الأسرى بين العرب وإسرائيل في القضية الفلسطينية، وأبرزها صفقة شاليط في عام 2011.
قبل حرب 2023، كانت إسرائيل تحتجز أكثر من 5200 أسير فلسطيني، من بينهم 170 طفلًا على الأقل. تم احتجاز حوالي 1310 فلسطينيًا في الاعتقال الإداري، وهي ممارسة تسمح لإسرائيل باعتقال الفلسطينيين إلى أجل غير مسمى دون اتهامات أو محاكمة.  اعتبارًا من نوفمبر 2023، ارتفع عدد الأسرى الفلسطينيين إلى 10,000. بعد إبعاد عدة آلاف من العمال الغزويين المحتجزين، قدرت اللجنة الفلسطينية لشؤون الأسرى والمحررين العدد بحوالي 8,300 عامل. وقد أدين بعضهم بالإرهاب من قبل السلطات الإسرائيلية؛ ويصف مقرر الأمم المتحدة الخاص المعني بالأراضي الفلسطينية المحتلة العديد من الإدانات بأنها نتجت عن "سلسلة من انتهاكات القانون الدولي، بما في ذلك انتهاكات ضمان الحقوق، والتي تشوه شرعية إقامة العدل من قبل الاحتلال العسكري". في المجمل، منذ عام 1967، اعتقلت إسرائيل مليون فلسطيني؛ 40% من الذكور الفلسطينيين سجنتهم إسرائيل في مرحلة ما من حياتهم.
في نوفمبر/تشرين الثاني 2023، احتجز المقاتلون الفلسطينيون حوالي 250 شخصًا من إسرائيل، بما في ذلك مواطنون إسرائيليون وغير إسرائيليين بعد أسرهم خلال عملية طوفان الأقصى. وأدرج مسؤولو حماس تحرير الفلسطينيين من السجون الإسرائيلية كأحد الدوافع الرئيسية لهجوم 7 أكتوبر في إسرائيل.

## المفاوضات
للحصول على تغطية أوسع لهذا الموضوع، انظر وقف إطلاق النار بين إسرائيل وحماس 2023.
عرضت حماس صفقة أطلق عليها "الجميع للجميع" أو "الكل مقابل الكل" - إطلاق سراح جميع الرهائن المحتجزين في غزة مقابل إطلاق إسرائيل سراح آلاف الفلسطينيين في السجون الإسرائيلية.
في 13 نوفمبر/تشرين الثاني، أفادت الأنباء أن حماس أبلغت وسطاء قطريين أن الجماعة مستعدة للإفراج عن ما يصل إلى 70 امرأة وطفلاً محتجزين في غزة مقابل هدنة مدتها خمسة أيام والإفراج عن 275 امرأة وطفلاً محتجزين لدى إسرائيل.
في 22 نوفمبر، أُعلن أن إسرائيل وحماس توصلتا إلى اتفاق بشأن وقف إطلاق النار والإفراج عن 50 رهينة، وفي المقابل ستفرج الحكومة الإسرائيلية عن 150 سجينًا فلسطينيًا. وقد اعترفت حماس بأن الأطفال سيكونون المكون الرئيسي للرهائن المفرج عنهم.
في الثاني من ديسمبر/كانون الأول، وبعد أيام قليلة من انهيار وقف إطلاق النار بين إسرائيل وحماس، أعلن نائب رئيس حركة حماس صالح العاروري أنه لن يتم تبادل المزيد من الأسرى/الرهائن مع إسرائيل حتى يتم التوصل إلى وقف لإطلاق النار في غزة.

## إسرائيل تُطلق سراح الأسرى
كجزء من التبادل المتفاوض عليه، تم إطلاق سراح 150 امرأة وطفلًا فلسطينيًا من السجون الإسرائيلية على مدار أيام. وبحلول 28 نوفمبر/تشرين الثاني، تم إطلاق سراح 180 أسيراً، تم اختيارهم من قائمة تضم 300 فلسطيني محتجز. تم إطلاق سراح أسرى بارزين، من بينهم إسراء جعابيص وعهد التميمي. أطلقت السلطات الإسرائيلية الغاز المسيل للدموع على الحافلات؛ التي تقل الأسرى المحررين. وبحلول نهاية الهُدنة المؤقتة، أطلقت إسرائيل سراح 240 أسيرًا، 107 منهم أطفال، وثلاثة -أرباعهم لم تتم إدانتهم بأي جريمة.
صرحت جمعية الأسرى الفلسطينيين: "أن المزيد من الفلسطينيين تم اعتقالهم بدلاً من الإفراج عنهم؛ منذ بدء وقف إطلاق النار. ذكرت الجزيرة أنه مقابل كل فلسطيني تم الإفراج عنه، هناك فلسطيني آخر تم اعتقاله.

## وصف ظروف السجن
وصفت منظمة العفو الدولية "التعذيب وغيره من المعاملة السيئة" في السجون الإسرائيلية منذ 7 أكتوبر/تشرين الأول، وقُتل ستة سجناء على الأقل. أوضح محامي مؤسسة الضمير لرعاية الأسير وحقوق الإنسان: أنه منذ هجوم 7 أكتوبر/تشرين الأول، حُرم الأسرى من الرعاية الطبية والطعام والماء والزيارات العائلية وزيارات المحامين.

## قيود على الكلام والحركة
حذرت إسرائيل الأسرى الفلسطينيين المفرج عنهم- في بيان صادر عن وزير الأمن القومي الإسرائيلي إيتمار بن غفير- من الاحتفال بالإفراج عنهم؛ وإلا سيتم إعادتهم إلى السجن. كما مُنع الأسرى المُفرج عنهم من ممارسة النشاط السياسي أو نشر محتوى سياسي على وسائل التواصل الاجتماعي أو الذهاب إلى أي احتجاجات. أُخبر أحد المراهقين المفرج عنهم - من قبل المسؤولين الإسرائيليين- أنه "لا يُسمح لي بمغادرة منزلي، أو رفع أي لافتات أو شعارات"، وأنه في حالة انتهاك أي من القواعد، فسيمكن إعادة اعتقاله، وقبل إطلاق سراحه، تم تفتيش منزل عائلته عدة مرات. وأطلقت الشرطة الإسرائيلية الغاز المسيل للدموع على عائلات الأسرى ومؤيديهم؛ المُنتظرين خارج سجن عوفر. وأفاد سكان القدس الشرقية عن وقوع "حملة لفرض النظام" قبل إطلاق سراح الأسرى. وبحسب ما ورد، تم تنفيذ مُداهمات إسرائيلية في بيتونيا؛ قبل إطلاق سراح الأسرى لمنع الاحتفالات من أن تقع.

## ردود أفعال
طلبت والدة أحد المراهقين - الفلسطينيين المفرج عنهم - الصليب الأحمر إلى التحقيق في ظروف السجون الإسرائيلية.